# Travelcard

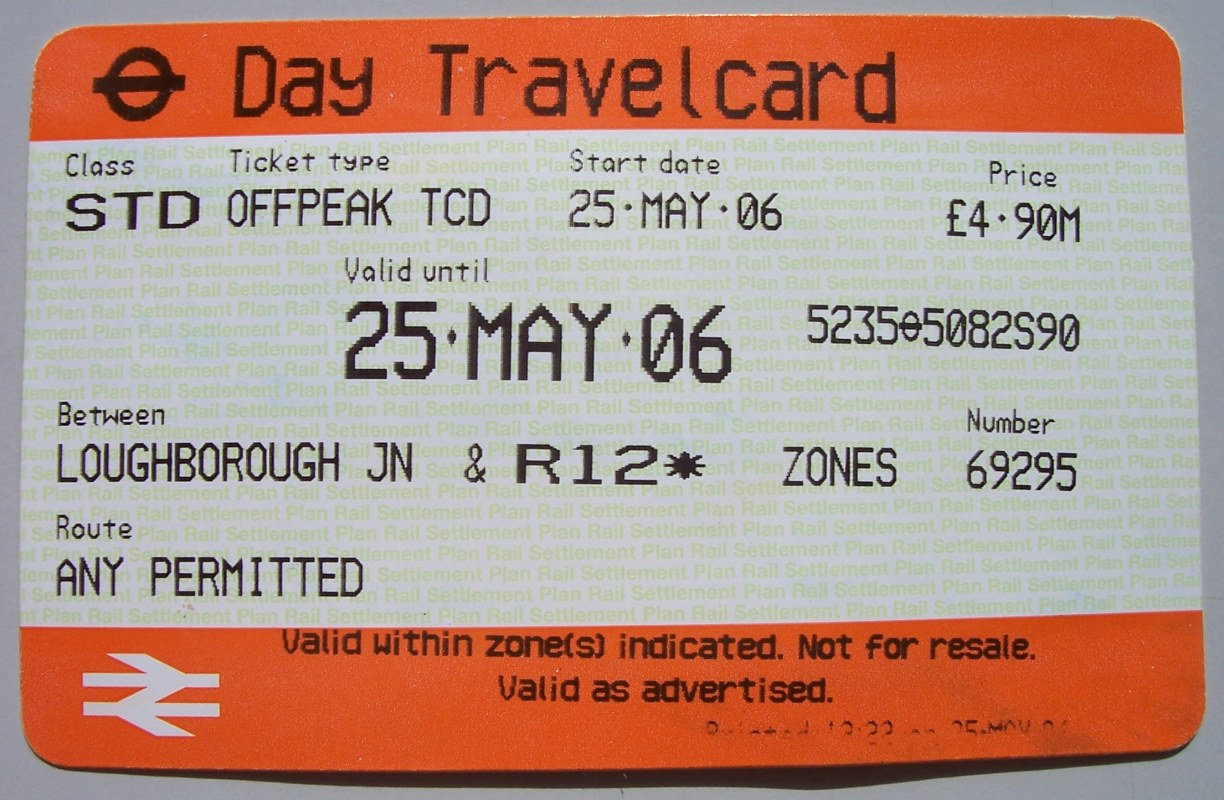
Een travelcard van de National Rail

Een Travelcard is de benaming voor de kaartjes van het openbaarvervoernetwerk in Londen, geregeld door de Transport for London organisatie.
De Travelcard is bruikbaar in onder andere Metro van Londen, de National Rail en de Docklands Light Railway.